# Richard E. Jones
| 128523 Johnmuir   | 11 agosto 2004 |
| 232763 Eliewiesel | 10 agosto 2004 |

Richard E. Jones (...) è un astronomo amatoriale statunitense.
Il Minor Planet Center gli accredita la scoperta di due asteroidi, effettuate entrambe nel 2004.